# Новая Заря (Софиевский район)
Новая Заря (укр. Нова Зоря) — село,
Першетравненский сельский совет,
Софиевский район,
Днепропетровская область,
Украина.
Код КОАТУУ — 1225287708. Население по переписи 2001 года составляло 64 человека .

## Географическое положение
Село Новая Заря находится на левом берегу Макортовского водохранилища (река Саксагань) в месте впадения в него реки Сухая Саксагань,
ниже по течению на расстоянии в 3 км расположено село Андреевка.